# Johannes Ignaz Kohler
Johannes Ignaz Kohler (* 8. Juni 1908 in Zwickau; † 7. Oktober 1994 in München) war ein deutscher Maler und Grafiker.

## Leben

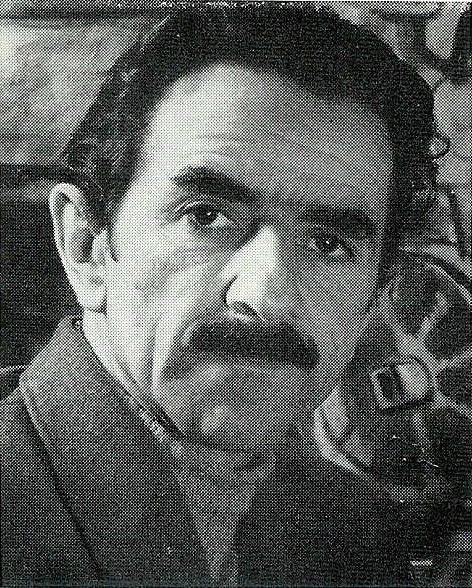
Porträtfoto

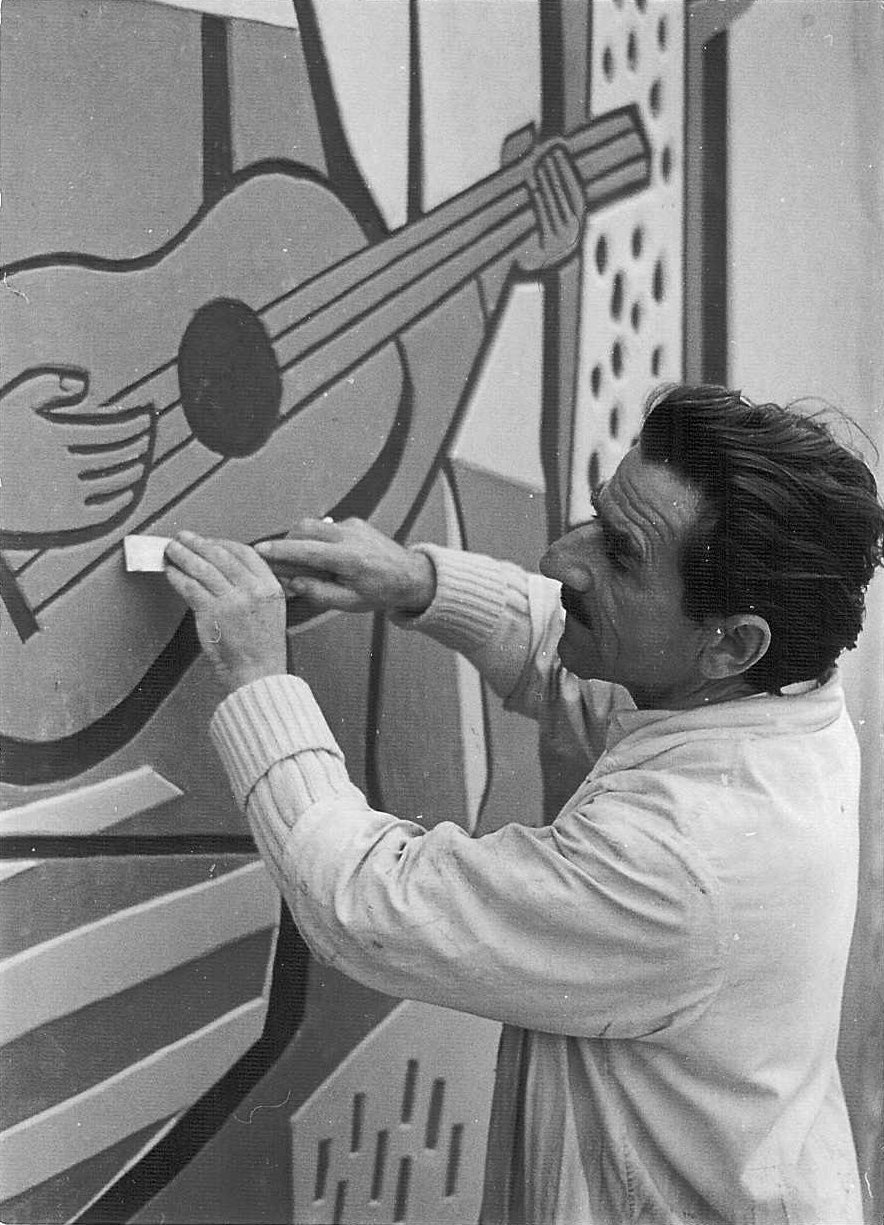
Ignaz Kohler in Aktion

Kohler absolvierte von 1922 bis 1925 eine Ausbildung als Porzellanmaler an der „Kunstgewerbeschule Zwickau“. Nachdem er von 1926 bis 1932 als Werkstudent an der „Staatlichen Grafischen Akademie“ in Leipzig war, ließ er sich 1933 als freier Maler und Grafiker in Berlin nieder.
1942 heiratete er die Lyrikerin, Ausdruckstänzerin aus der Schule von Mary Wigman und spätere Aquarellistin Alice Dublé. Während der Nazi-Herrschaft war er mit Arbeits- und Ausstellungsverbot belegt. Von 1945 bis 1955 lebte er dann in Prien am Chiemsee. Dort entwickelte er einen eigenständigen künstlerischen Stil, der geprägt war durch die Begegnung mit Franz Xaver Fuhr, der von 1946 bis 1966 Professor an der Akademie der Bildenden Künste München war. Seine Arbeiten wurden bei den Großen Kunstausstellungen im Haus der Kunst in München ausgestellt. Der Markt Prien hat zahlreiche Aquarelle, Druckgraphiken und Entwürfe als Geschenk aus dem Nachlass des Künstlers bekommen und stellt sein Werk im Ort aus (Herbst 2012).
Ab 1955 lebte er dann in München und hegte dort Freundschaft mit den Malern Max Hauschild und Andreas Bleeker.
Kohler arbeitete jahrzehntelang im Vorstand der „Neuen Münchner Künstlergenossenschaft“, unter anderem auch als Juror. Er nahm regelmäßig an der Großen Kunstausstellung im Haus der Kunst, an vielen Gruppen- und Einzelausstellungen teil. 1961 hatte er eine Kollektivausstellung im Schleswig-Holsteinischen Landesmuseum, Schloss Gottorf.
Neben der Aquarell- und Ölmalerei beschäftigte ihn auch die Druckgrafik, Pinselzeichnungen mit Tusche, Sgraffito und Mosaiken.
Viele seiner Werke sind in Lesebüchern, Kalendern und auf Postkarten abgebildet und im Bestand bedeutender Museen, wie der Staatlichen Grafischen Sammlung München und der Städtischen Galerie im Lenbachhaus München.
1957 erhielt er den Max-Pechstein-Preis, den die Stadt Zwickau alle zwei Jahre vergibt, und 1976 den Seerosenpreis der Stadt München.
1983 starb seine Frau Alice.

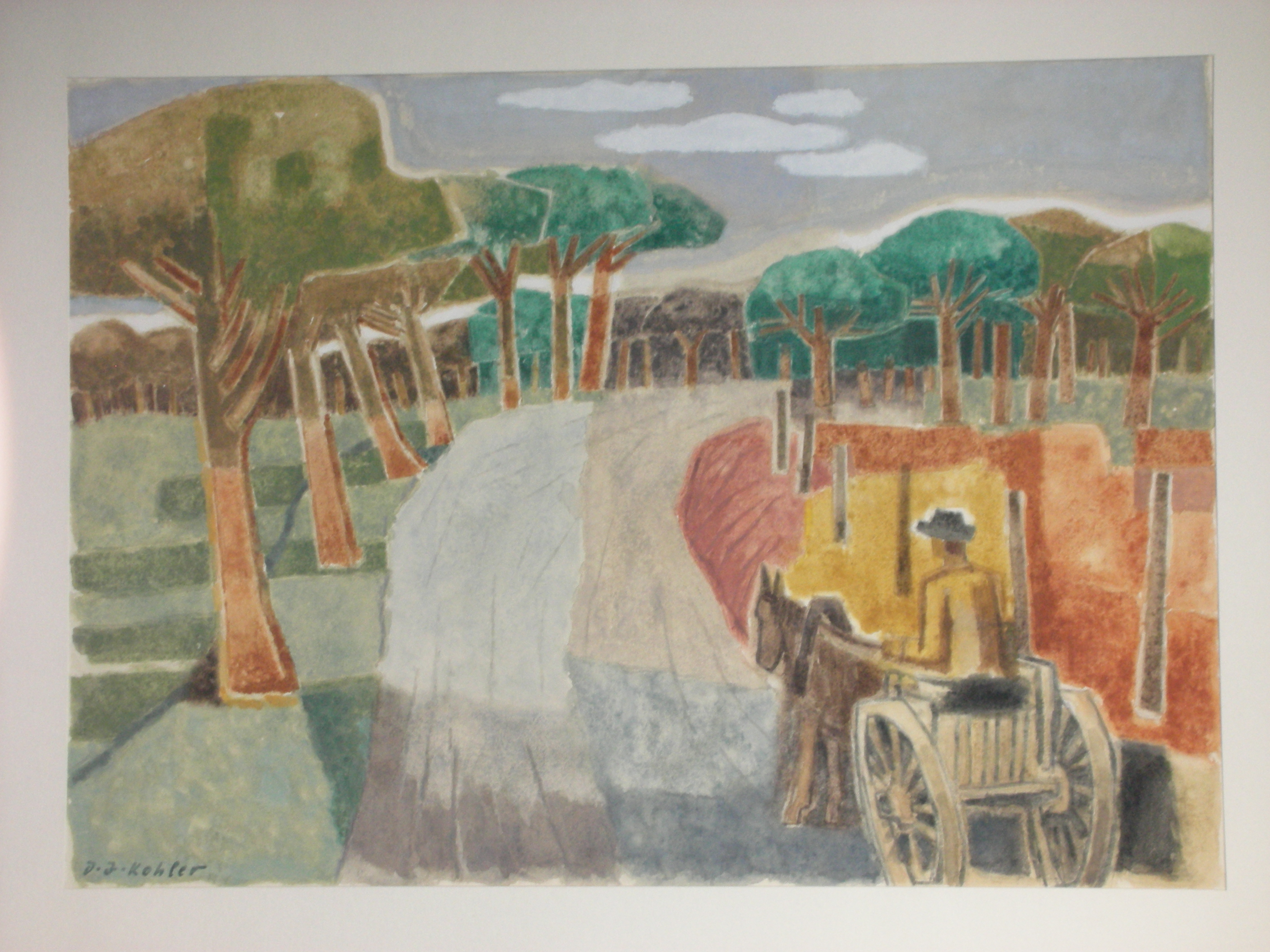
Südliche Ausfahrt (Aquarell)
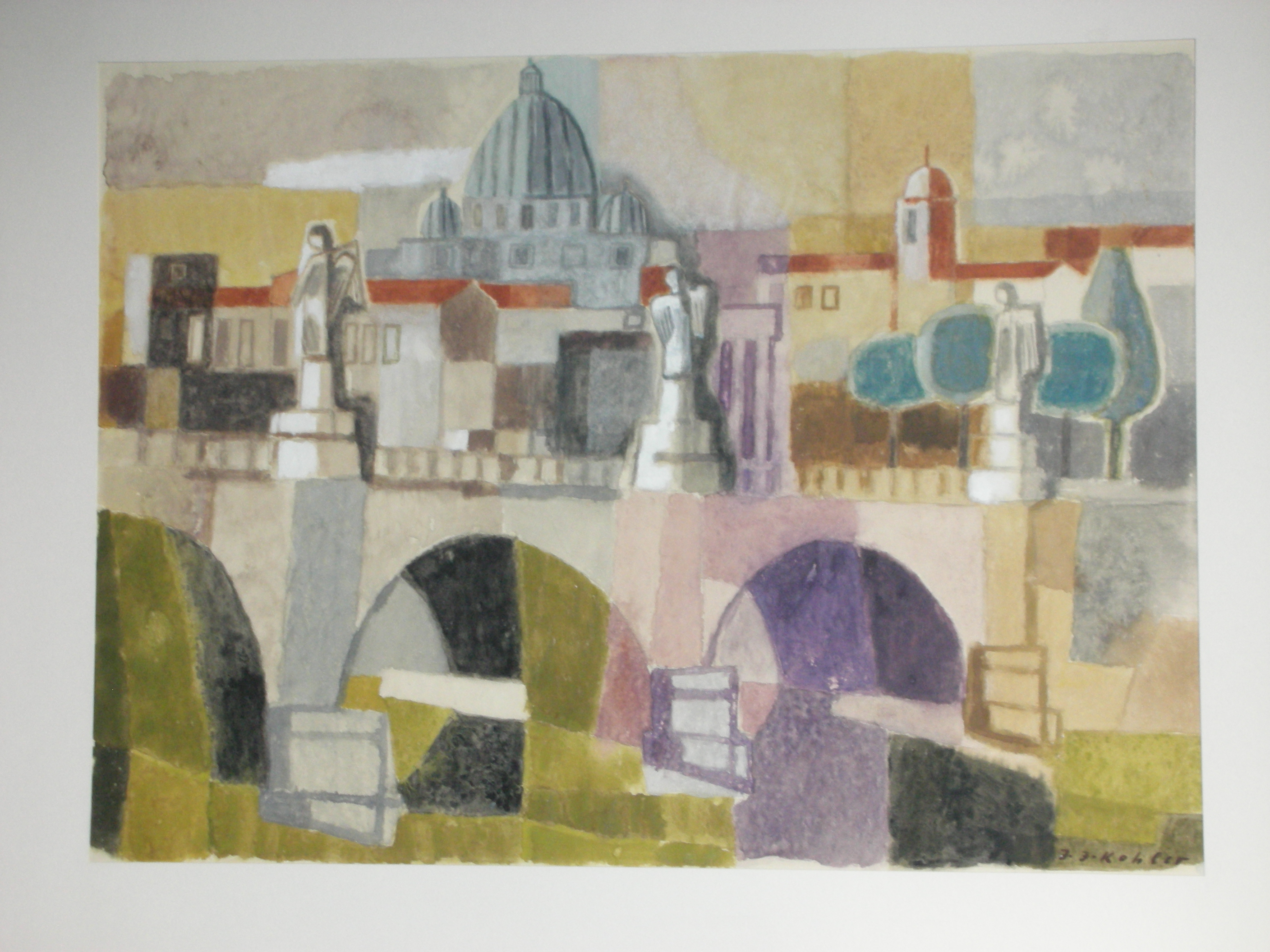
Ponte angelo, Rom (Aquarell)
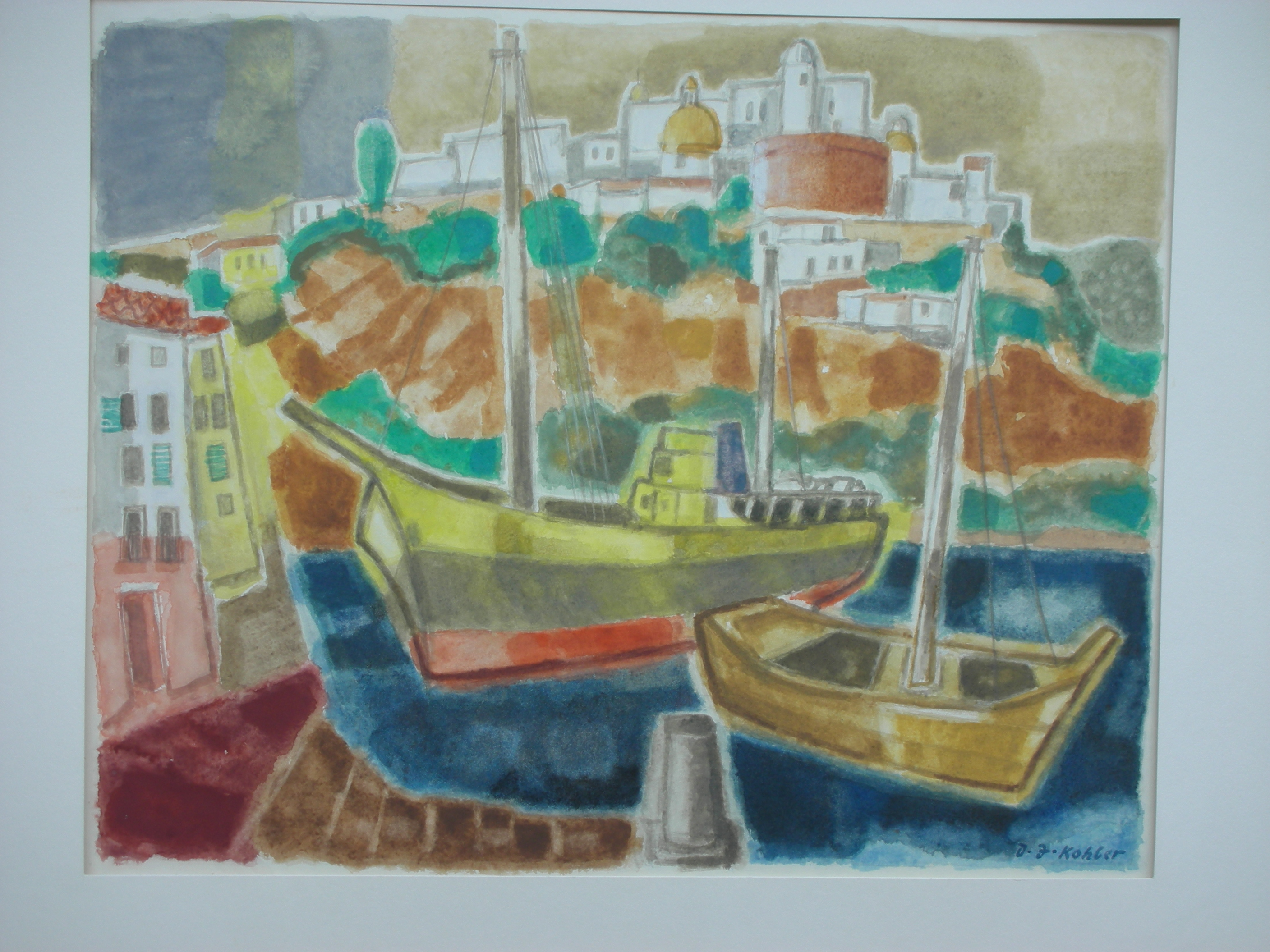
St. Eulaia, Ibiza (Aquarell)

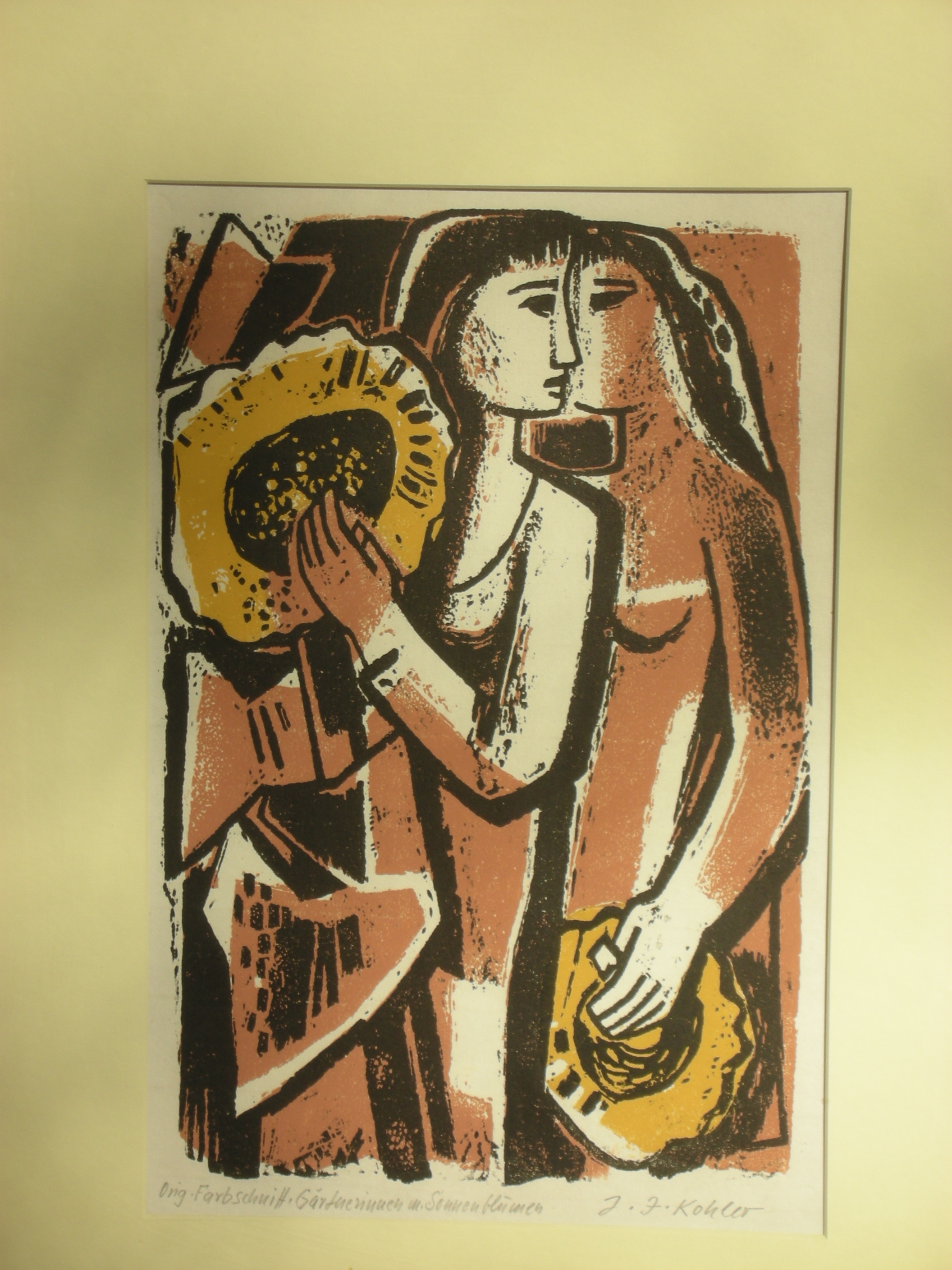
Gärtnerinnen (Holzschnitt)
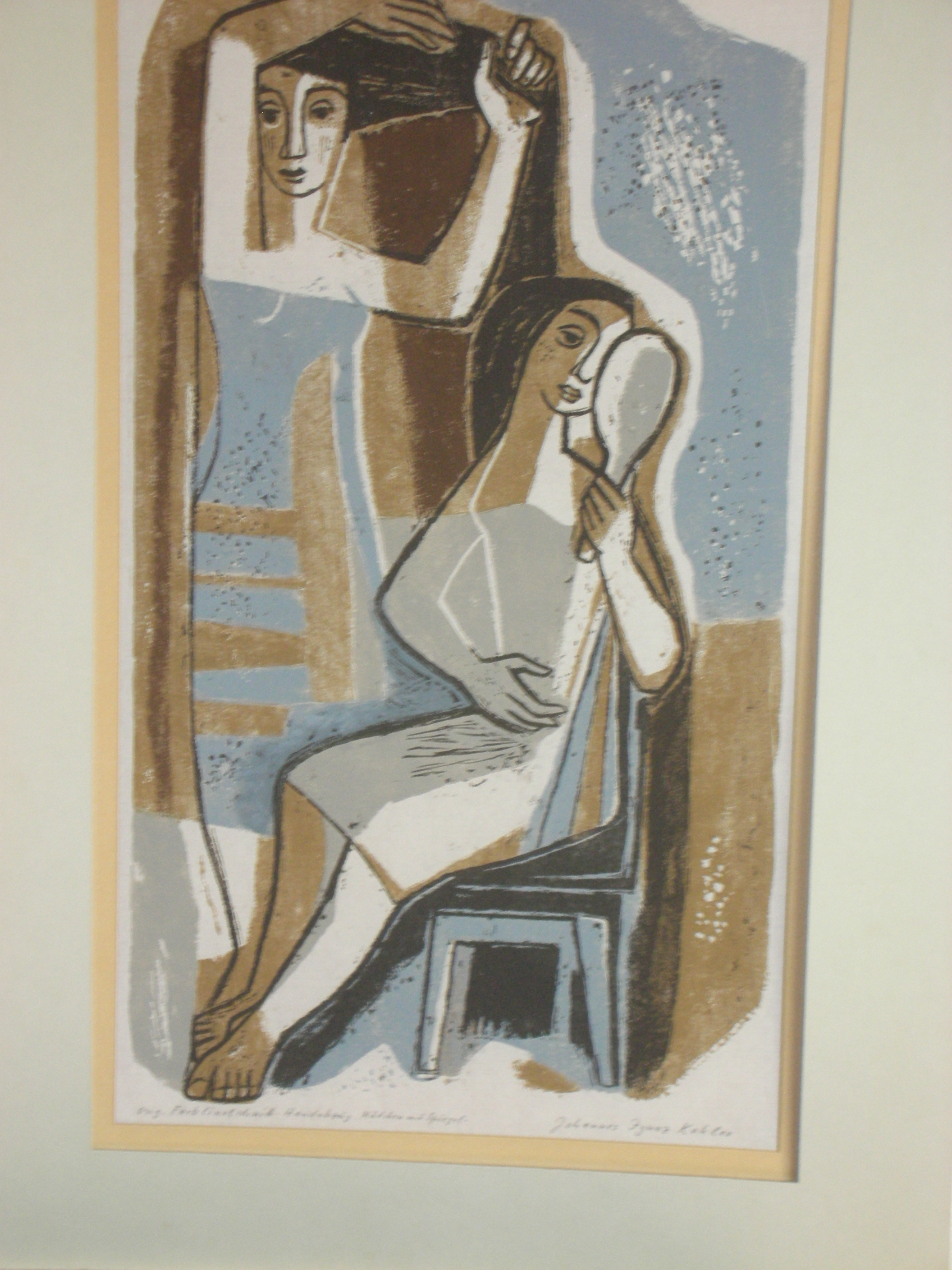
Mädchen mit Spiegel (Linolschnitt)

## Ignaz Kohler über sein Werk
„Was ich über meine Arbeit sagen könnte: Die ewigen, lebendigen Dinge wie Mensch, Tier und Landschaft im Ausdruck unserer Zeit abstrahiert und wesentlich zu gestalten ist meine künstlerische Bemühung. Dazu kommen Charakteristiken von Städten, die durch Kirchen, Brücken und Häuser dokumentiert sind. Ich habe das Aquarell aus dem Herkömmlichen, oft mehr Flüchtigen zu einer Malerei gemacht, die ebenbürtig neben der Ölmalerei steht – großformatig, farbstark, stilisiert und streng gebaut. Größte Anregungen gab mir der Süden, viele Reisen dorthin – Tessin, Italien, Sizilien…“
(Aus: J.I. Kohler, Bilder aus drei Jahrzehnten.- Bruckmann-Verlag 1973)